# Llista d'alcaldes de Canovelles
Llista d'alcaldes de Canovelles:
- Francesc Espargaró i Planas (1890 - 1906)
- Joan Pous i Roger (1906 - 1910)
- Francesc Botines i Galitó (1910 - 1916)
- Esteve Grau i Montpart (1916 - 1918)
- Jaume Gispert i Cassà (1918 - 1923)
- Miquel Julià i Gorchs (1923 - 1930)
- Jaume Gispert i Cassà (1930 - 1931)
- Francesc Pous i Gorguí (1931 - 1933)
- Josep Gratacòs i Peicasat (1933 - 1934)
- Jaume Gispert i Cassà (1934 - 1936)
- Amadeu Facundo i Vidal (1936 - 1936)
- Antoni Riera i Genevat (1936 - 1937)
- Nemesio Sanz i Barrachina (1937 - 1938)
- Francesc Pous i Gorguí (1938 - 1938)
- Isidre Duran i Blanchart (1939 - 1952)
- Ignasi Julià i Argemí (1952 - 1960)
- Felip Argemí i Orriols (1960 - 1969)
- Joan Dordas i Vila (1969 - 1979)
- Francesc Martos i Aguilera (1979 - 2004)
- Josep Orive i Vélez (2004 - 2016)
- Emilio Cordero Soria (2016 -)